# گابائرژیک
گابائرژیک (انگلیسی: GABAergic) در زیست‌شناسی و فیزیولوژی مولکولی، اگر به انتقال‌دهنده عصبی گابا مربوط باشد یا بر آن تأثیر بگذارد، گابائرژیک است. به عنوان مثال، اگر سیناپس از گابا به عنوان انتقال دهنده عصبی خود استفاده کند، گابائرژیک است و نورون گابائرژیک گابا را تولید می‌کند. ماده‌ای گابائرژیک است اگر اثرات خود را از طریق فعل و انفعالات با سیستم گابا ایجاد کند، مانند تحریک یا مسدود کردن انتقال عصبی.
گابائرژیک عامل هر ماده شیمیایی است که اثرات گابا را در بدن یا مغز تغییر می دهد.  برخی از کلاس‌های گوناگون داروهای گابائرژیک شامل آگونیست‌ها، آنتاگونیست‌ها، تعدیل‌کننده‌ها، مهارکننده‌های بازجذب و آنزیم‌ها هستند.